# Руй Марія де Араужо
Руй Марія де Араужо (порт. Rui Maria de Araújo; нар. 21 травня 1964) — східно-тиморський політик, прем'єр-міністр Східного Тимору з 16 лютого 2015 року. Член партії FRETILIN (Революційний фронт за незалежність Східного Тимору).

## Біографія
Арауджо народився 21 травня 1964 року у селі Мапе на Тиморі. Одружений з Терезою Антоніо Мадейрою Соареш. Є батьком двох дітей.
Арауджа отримав диплом медичного факультету ісламського університету ім. Султана Ангунга в Індонезії. Навчався на отоларинголога на медичному факультеті університету Удаяна. Має ступінь магістра в галузі охорони здоров'я Університету Отаго в Новій Зеландії.
Руй Марія де Араужо був міністром охорони здоров'я Східного Тимору з 2001 по 2006 рік та віце-прем'єр-міністром з 2006 по 2007 рік. 16 лютого 2015 року його призначено прем'єр-міністром Східного Тимору.